# Korb Erzsébet
Korb Erzsébet (Budapest, 1899. május 22. – Budapest, Terézváros, 1925. október 17.) magyar festő.

## Életpályája
Szülei: Korb Flóris (1860–1930) magyar építész és Rössler Hermina voltak. Tanulmányait a budapesti Képzőművészeti Főiskolán végezte el Réti István és Glatz Oszkár tanítványaként 1917–1919 között. A főiskolát nem fejezte be. 1916-tól kiállító művész volt. 1919-ben Aba-Novák Vilmos és Patkó Károly mellett dolgozott. 1920-ban áttért az evangélikusról a római katolikus vallásra. 1924-ben Olaszországban járt tanulmányúton.
1925. október 17-én hunyt el méhdaganat következtében. Sírja a Fiumei úti sírkertben található.

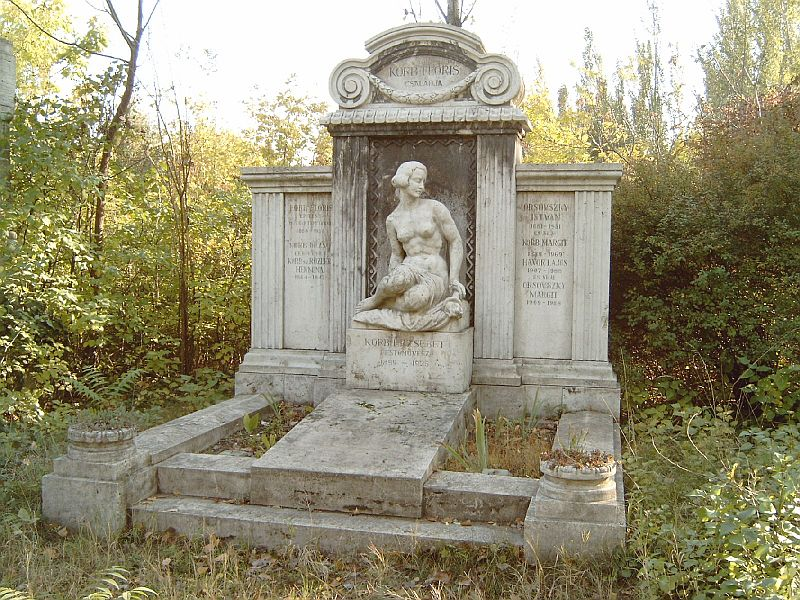
Korb Flóris családjának síremléke Budapesten, Fiumei úti sírkert: 51-1-2. Kisfaludi Strobl Zsigmond alkotása.

## Művei

### Festmények
- Alterego (1920)
- Női portré (1921)
- Ülő nő (1921)
- Aktok (1921)
- Önarckép (1921)
- Ígéret földje (1922)
- Május/Emberpár (1923)
- Áhitat (1923)
- Kinyilatkoztatás (1923)
- Leányarckép/Gondolkodó/Merengés (1923)
- Férfiarckép/Pécsi József (1923)
- Pieta (1923)
- Tájkép (1923)
- Danaidák (1925)

### Grafikai művek

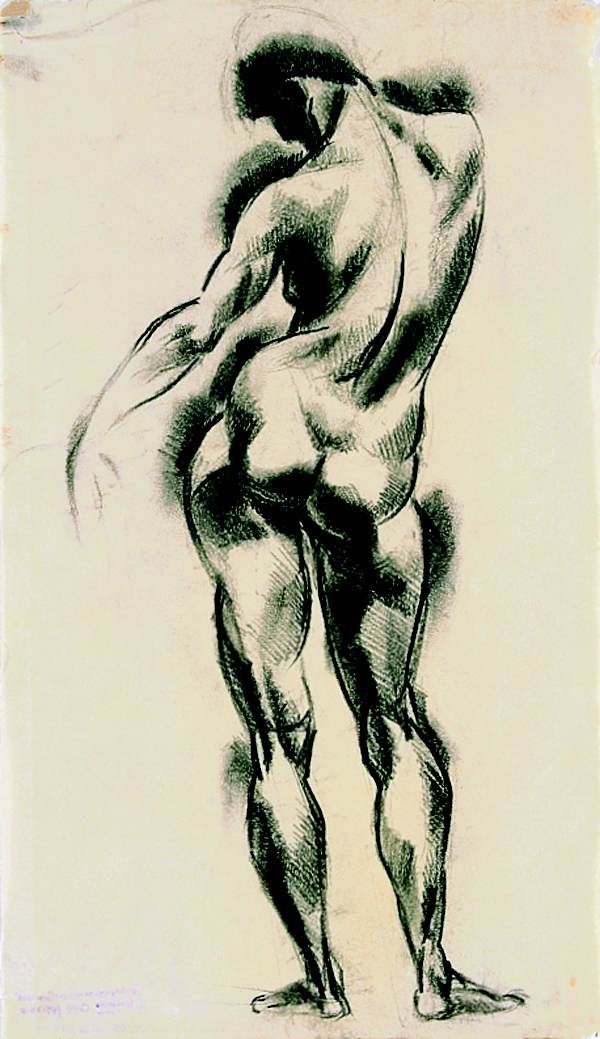
Álló akt (1920)

- Álló akt (1920)
- Fekvő akt (1922)
- Kinyilatkoztatás (1923)
- Aktok a szabadban (1923)